# Officium Divinum

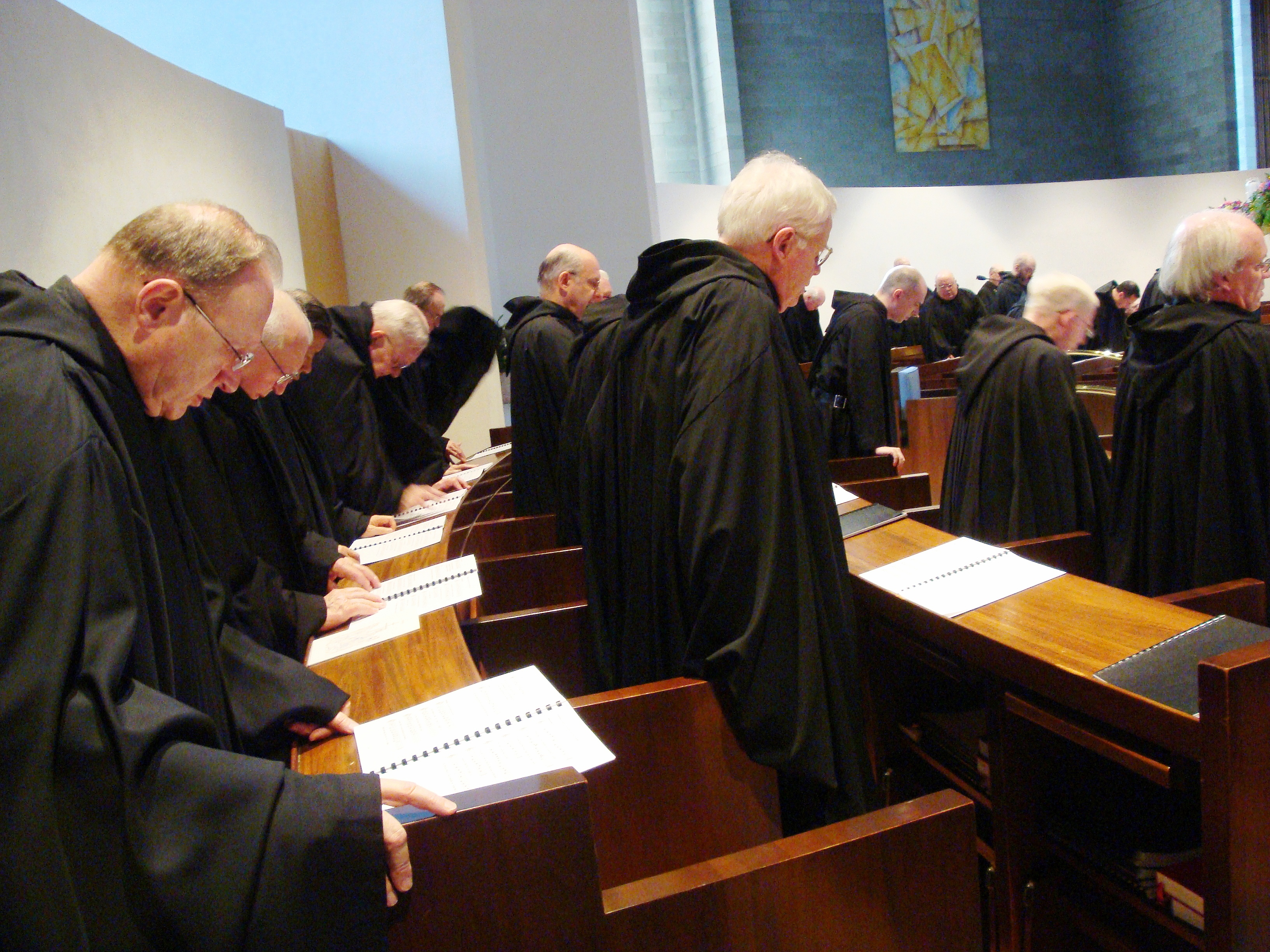
Benedyktyni odprawiający Liturgię Godzin

Officium Divinum (z łac. służba Boża, Boża powinność) – termin przyjęty na określenie szeroko pojętej liturgii chrześcijańskiej, używany już we wczesnym średniowieczu. Później określenie stosowane również wobec Liturgii godzin.